# Herb gminy Lasowice Wielkie
Herb gminy Lasowice Wielkie – jeden z symboli gminy Lasowice Wielkie.

## Wygląd i symbolika
Herb przedstawia na tarczy w polu złotym wizerunek czarnej wieży drewnianego kościoła, zwieńczonej hełmem, nad którym jest kula, a na samym szczycie krzyż. Wejście do kościoła z otwartymi na zewnątrz zielonymi skrzydłami bramy. Symbol ten wskazuje na istnienie tego typu zabytków w gminie. Boki wieży uskrzydlają przylegające symetrycznie zielone drzewa z czarnymi gałęziami i liśćmi, przypominające całością płuca. Symbol ten podkreśla walory przyrodnicze gminy. Poniżej pofalowane pasy, na przemian białe (srebrne) i błękitne, symbolizujące wodę, pod którą wypełnienie zielenią, również nawiązujące do elementów natury.